# Margit Sielska-Reich
Margit Sielska-Reich (ukr. Марія Іванівна Сельська, ur. 26 maja 1900 w Kołomyi, zm. 3 lutego 1980 we Lwowie) – lwowska malarka polsko-ukraińska, żona malarza Romana Sielskiego (1903–1993).

## Życiorys
Studia malarstwa rozpoczęła w Wolnej Akademii Sztuk Pięknych we Lwowie u Leonarda Podhorodeckiego, Feliksa Michała Wygrzywalskiego i Edwarda Pietscha. W latach 1920–1922 kontynuowała studia w Akademii Sztuk Pięknych w Krakowie u Ignacego Pieńkowskiego, Władysława Jarockiego i Henryka Kunzeka. Począwszy od 1925 roku studiowała na Akademii Sztuk Pięknych w Wiedniu a następnie w Paryżu w pracowniach Fernanda Légera i Amédée Ozenfanta. Szczególnie twórczość Légera wywarła wpływ na jej malarstwo. W Paryżu poznała przyszłego małżonka, lwowskiego malarza Romana Sielskiego. W 1929 roku powróciła z nim do Lwowa. Była wraz z Romanem współzałożycielką Zrzeszenia Artystów Plastyków "artes". W latach 1930–1932 członkowie „artes” uczestniczyli w dwunastu wystawach we Lwowie, Tarnopolu, Stanisławowie, Warszawie, Krakowie i Łodzi.
W jej obrazach pojawiał się wpływ surrealizmu. Współpracowała z lewicowym miesięcznikiem „Sygnały”.  W 1937 roku powtórnie odwiedziła Paryż. Okres II wojny światowej spędziła we Lwowie. Po wojnie nie skorzystała z możliwości repatriacji i wraz z mężem pozostała we Lwowie. Większość jej dzieł znajduje się we Lwowie w muzeach i kolekcjach prywatnych.